# Jan Gomola
Jan Gomola (5. srpna 1941 Ustroň – 24. února 2022 Ustroň) byl polský fotbalový brankář.

## Fotbalová kariéra
Chytal v polské nejvyšší soutěži za Górnik Zabrze. Nastoupil ve 116 ligových utkáních. S Górnikem Zabrze získal pětkrát mistrovský titul a šestkrát vyhrál pohár. Dále hrál v Mexiku za Atlético Español a Club Atlético Zacatepec. V Poháru mistrů evropských zemí nastoupil v 11 utkáních a v Poháru vítězů pohárů nastoupil v 6 utkáních. Za polskou reprezentaci nastoupil v letech 1966–1971 v 7 utkáních.

## Ligová bilance
| Ročník                  | Zápasy | Góly | Klub                    |
| ----------------------- | ------ | ---- | ----------------------- |
| Ekstraklasa 1964/65     | 8      | 0    | Górnik Zabrze           |
| Ekstraklasa 1965/66     | 21     | 0    | Górnik Zabrze           |
| Ekstraklasa 1966/67     | 6      | 0    | Górnik Zabrze           |
| Ekstraklasa 1967/68     | 2      | 0    | Górnik Zabrze           |
| Ekstraklasa 1968/69     | 17     | 0    | Górnik Zabrze           |
| Ekstraklasa 1969/70     | 14     | 0    | Górnik Zabrze           |
| Ekstraklasa 1970/71     | 18     | 0    | Górnik Zabrze           |
| Ekstraklasa 1971/72     | 6      | 0    | Górnik Zabrze           |
| Ekstraklasa 1972/73     | 15     | 0    | Górnik Zabrze           |
| Ekstraklasa 1973/74     | 9      | 0    | Górnik Zabrze           |
| 1. mexická liga 1974/75 | 36     | 0    | Atlético Español        |
| 1. mexická liga 1975/76 | 7      | 0    | Club Atlético Zacatepec |
| 1. mexická liga 1976/77 | 7      | 0    | Atlético Español        |
| CELKEM Ekstraklasa      | 116    | 0    |                         |
| CELKEM 1. mexická liga  | 50     | 0    |                         |